# Juana Galán

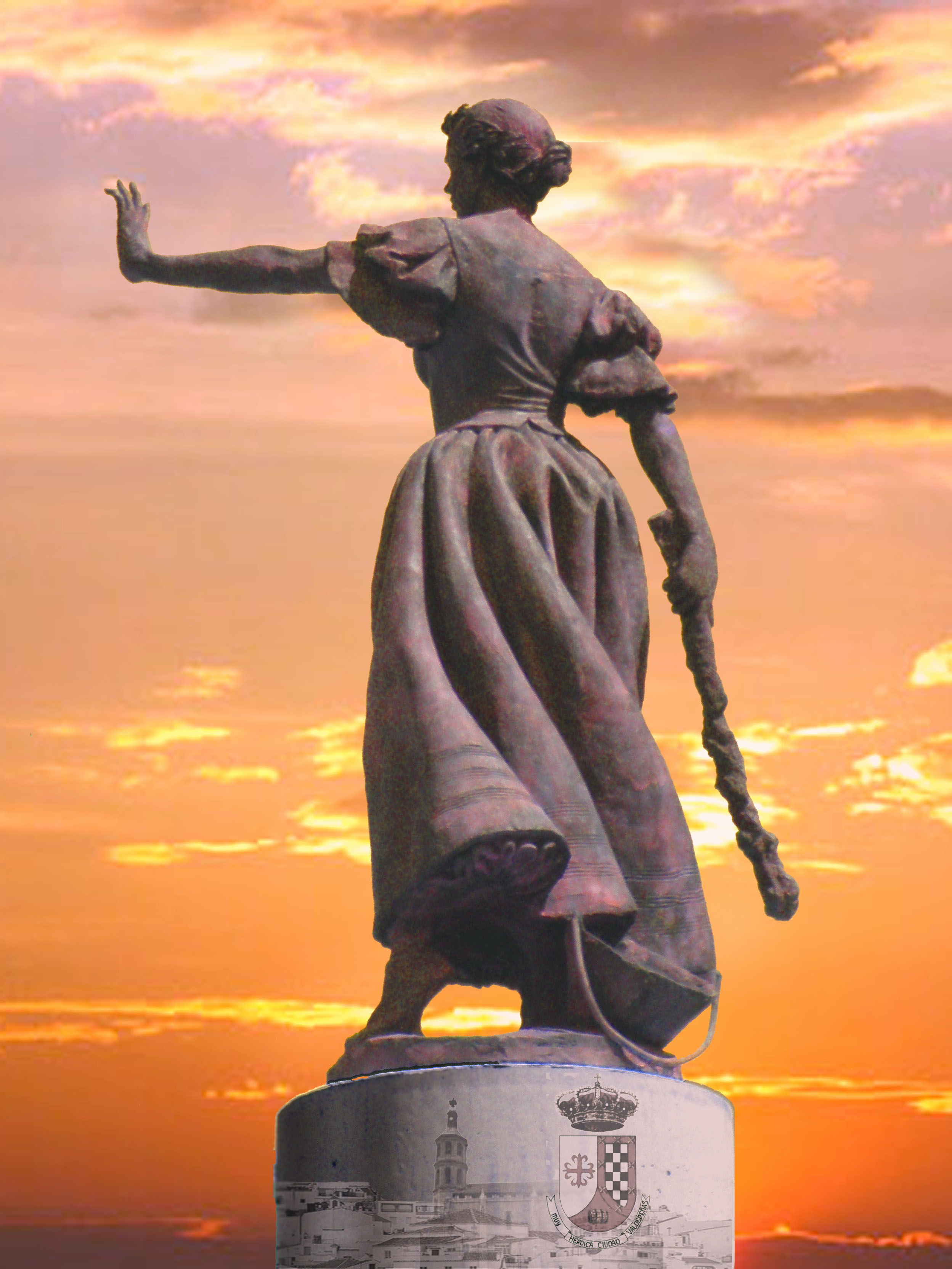
Tượng nữ Anh hùng Tây Ban Nha "La Galana"

Juana Galán biệt danh là La Galana (sinh tại Valdepeñas, Tây Ban Nha); 1787 - 1812) là một nữ du kích anh hùng trong cuộc chiến tranh bán đảo Tây Bồ với Pháp năm 1808-1814, cô cũng được coi là anh hùng dân tộc của Tây Ban Nha, người đã nêu cao chủ nghĩa yêu nước của người dân xứ này trong cuộc chiến đấu chống quân xâm lược Pháp (dưới thời của Napoleon), dù là thân phận phụ nữ nhưng cô đã anh dũng, khẳng khái liều chết để chiến đấu với kỵ binh Pháp, góp phần vào thắng lợi chung của người dân Tây Ban Nha trong cuộc chiến này.
Vào ngày 06 tháng 6 năm 1808, trong cuộc chiến chống lại quân đội của Napoleon tại làng Valdepeñas, cuộc chiến đang nguy cấp, người dân trong làng không đủ người để bổ sung quân số, cô đã xung phong kêu gọi chị em phụ nữ trong làng chống lại quân Pháp. Khi quân Pháp vào làng họ đã đồng tâm hiệp lực chống lại. Chị em phụ nữ thì ở trên gác xối nước sôi và dầu xuống đầu quân Pháp khi đi qua đây, bản thân Ga lán thì trực tiếp xuống đường đánh tay đôi với kỵ binh Pháp. Cô cầm một cây gậy phép để chống lại những tên kỵ binh đang lao đến. Sau vụ lộn xộn này quân Pháp rút lui và đánh giá ngôi làng này là "rất gan lỳ". Sau đó cô kết hôn và có hai người con gái.

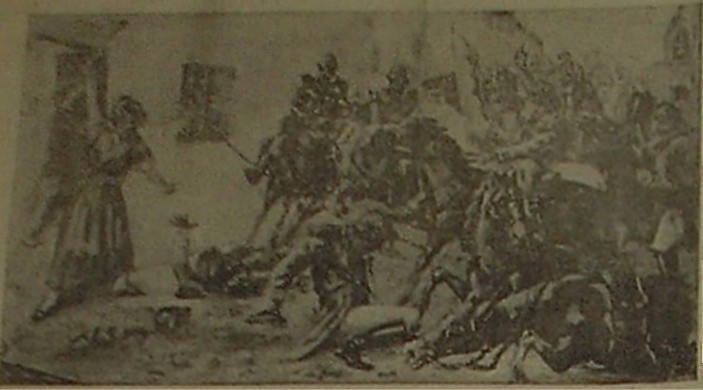
Galán dùng gậy đánh nhau với kỵ binh Pháp